# 南市难民区

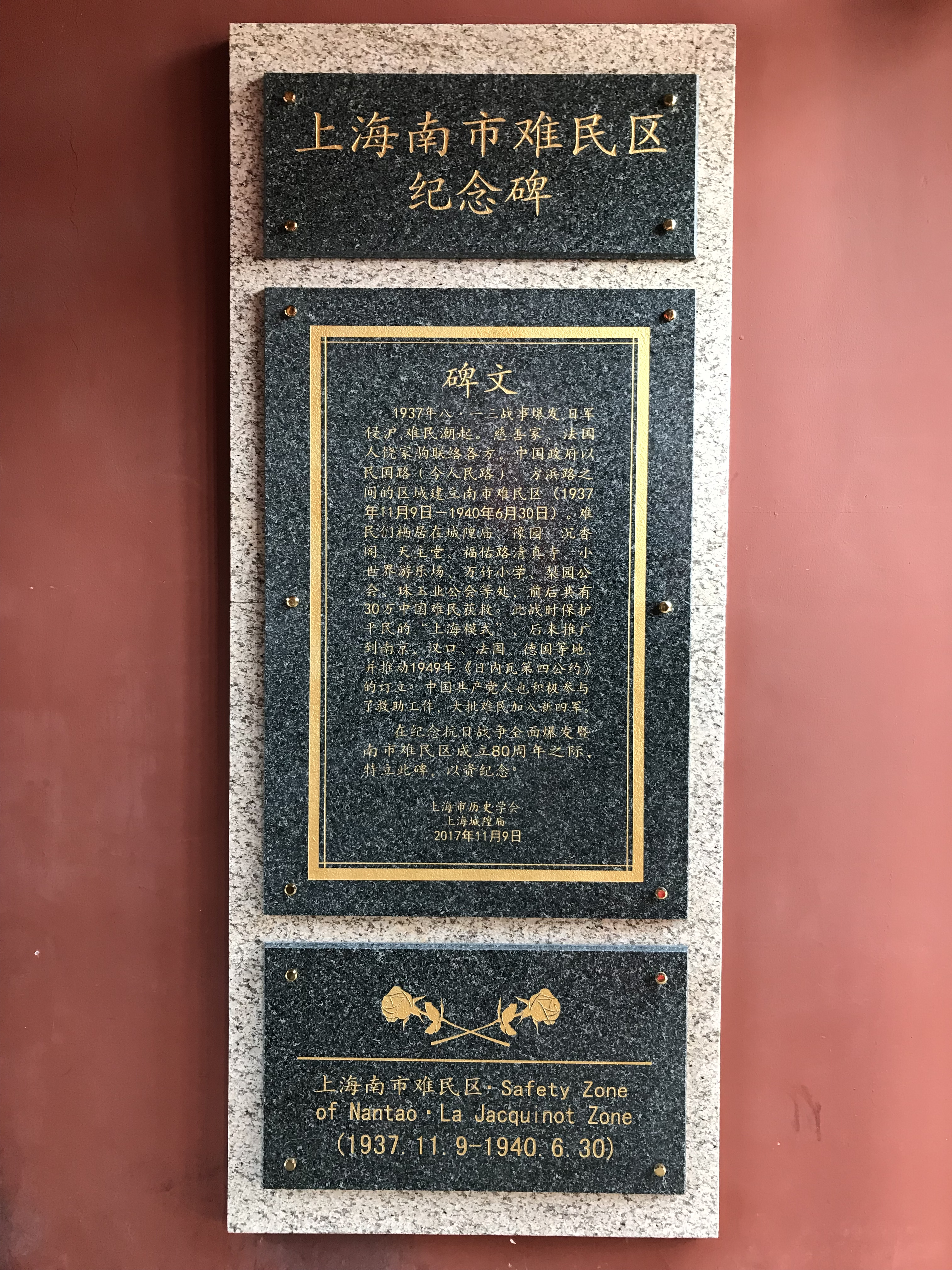
上海南市难民区纪念碑，2017年12月14日上午在上海城隍庙落成并揭幕

南市难民区，是1937年到1940年，中日战争期间，在中国上海南市地区毗邻法租界的部分地区成立的供中国难民居住的军事中立区，由法国天主教耶稣会神父、华洋义赈会会长饶家驹创建，由中立国人士进行管理，中国警察维持秩序，得到两租界和中日交战双方的同意。南市难民区保护了大量中国平民的安全。1940年6月饶家驹神父回法国后，南市难民区解散。
后来中国的南京、武汉、广州，欧洲的法国、德国、意大利都曾经建立过这一模式的国际安全区。1949年的《关于战时保护平民之日内瓦公约》中参考了饶家驹的经验。

## 设立
民国26年（1937年）8月13日，淞沪会战爆发，难民纷纷涌入上海公共租界和法租界躲避战火。租界当局恐难民滋事，也惧日军趁机寻衅进入租界，便在法租界与华界交界处架设铁丝网，安装铁栅门，以阻难民涌入。导致无数难民被困南市，集于民国路（今人民路）一带，缺衣少食，处境悲惨。在此情况下，法国天主教神父、华洋义赈会会长饶家驹（Robert Charles Joseph Emile Jacquinot de Besange，当时上海报纸多称“饶神父”而不名）以上海国际红十字会难民救济委员会主席的身份，向上海市市长俞鸿钧建议，在南市划一安全区域接纳难民，同年11月4日，上海市政府批准设立南市难民区；同时，饶家驹又向日方提出，对难民区勿施攻击。同月5日，日本驻沪总领事冈本答复：“同意该区域（难民区）只供市民居住时，保证不对之进攻，也不在该区域内进行军事活动或敌对武力行为。”经过饶家驹的斡旋，也建议得到英、法等国驻沪领事的支持。上海市政府遂于11月8日发布告示：“中国红十字会向上海国际委员会建议在本市沪南区划出难民区，以为战时难民暂时寄托之所……本府以事关救济难民，为维护人道起见，业经呈奉中央核准照办在案。兹准于本月九日中午十二时起实行。”南市难民区以方浜路（今方浜中路）为南界，东、西、北以民国路为界，为一半月形区域。
11月9日下午，上海国际救济委员会开始在方浜路各路口修筑防御工事，加上沿民国路各路口原已有工事，至此南市难民区区域围定。同日，经中方代表上海市市长俞鸿钧、日方代表日本驻沪总领事冈本及红十字会代表饶家驹签字的协议开始生效，南市难民区正式成立。协议规定：中国方面不在此驻军和设防，日本不对之轰炸，双方都不在此进行任何敌对军事行动。

## 管理分区
为便于难民区管理，全区被分9个分区。
- 第一区范围：丹凤路东，福佑路南，民国路西，方浜路北；

- 第二区范围：安仁街东，民国路南，丹凤路西，梧桐路北；

- 第三区范围：障川路（今丽水路）、旧校场路东，民国路南，安仁街西，方浜路北；

- 第四区范围：潘家街、侯家浜（今侯家路）东，民国路南，障川路、旧校场路西，方浜路北；

- 第五区范围：晏海路（今河南南路）东，民国路南，侯家浜西，方浜路北；

- 第六区范围：狮子街、旧仓街东，民国路南，晏海路西，方浜路北；

- 第七区范围：露香园路东，民国路南，狮子街西，方浜路北；

- 第八区范围：青莲街东，民国路南，露香园路西，方浜路北；

- 第九区范围：民国路东、南，青莲街西，方浜路北。